# O niebo więcej
O niebo więcej – drugi studyjny album wrocławskiej grupy muzycznej Wice Wersa. Został wydany 14 grudnia 2012 roku w wytwórni muzycznej Urban Rec. W całości płytę wyprodukował Grand Papa Dziad. W kilku utworach skrecze wykonał DJ Really. Projekt składa się z 16 utworów z udziałem takich gości jak: Tede, Miodu, Grizzulah, B.R.O, Ramona 23, Fabuła, Jazzy i Lion D. W celu promocji materiału zrealizowano teledyski do następujących utworów : „Robimy to po swojemu”, „O niebo więcej” i „Oto ja”.

## Lista utworów
Źródło.
1. „Dusza i ciało” (gościnnie: Jazzy)
2. „O niebo więcej”
3. „Jest tyle do zrobienia”
4. „Ryzyko”
5. „Oto ja” (gościnnie: Miodu)
6. „Granice” (gościnnie: RY23)
7. „Tacy sami” (gościnnie: Tede)
8. „Upadłe anioły”
9. „Łatwo upaść nisko” (gościnnie: Grizzulah & B.R.O)
10. „Z ręki do ręki” (gościnnie: Fabuła)
11. „Rewolwery”
12. „Apostrofa”
13. „Dziki wschód” (gościnnie: Jazzy)
14. „Słowiańskie nuty”
15. „Dokąd zmierzam”
16. „Robimy to po swojemu” (gościnnie: Lion D)
17. „Ostatni dzwonek”